# Алтын диирмен
Алты́н диирме́н (каз. Алтын диірмен — Золотые жернова, Золотая мельница) — промышленная корпорация в городе Алма-Ате. Выпускает комбикормовые, макаронные, колбасные, хлебобулочные изделия, крупы, соевую и бобовую продукцию, муку, сахар и соль. С 1972 года функционировала как зерноприёмное предприятие, позже как мучной комбинат, в 1992 году преобразована в акционерное общество (АО). Имеет две птицефабрики, животноводческие и зерновые хозяйства.
29 августа 2014 года на территории комбината произошёл пожар. Площадь возгорания составила 280 м2, никто из работников не пострадал. За лето это было второе возгорание на предприятии.